# Houx crénelé
Ilex crenata
Espèce
Classification phylogénétique
Synonymes
- Ilex crenata var. aureovariegata Goldring[1]
- Ilex euryifolia K. Mori & Yamam.[1]
- Ilex helleri Craig[1]

Le Houx crénelé, ou Houx japonais, (Ilex crenata) est un arbuste, souvent un arbrisseau en culture, à feuillage persistant appartenant au genre Ilex, famille des Aquifoliacées, originaire d'Extrême-Orient. Il est cultivé comme arbuste d'ornement.

## Description
Le houx crénelé est un arbuste à port compact atteignant jusqu'à sept mètres de haut.
Il porte de petites feuilles de 3 cm de long, de forme oblongue-lancéolée, dont le bord du limbe est finement crénelé, d'où l'adjectif spécifique. Ces feuilles sont persistantes.
Les fleurs, petites, de 5 mm de diamètre environ, sont de couleur blanche.
Les fruits sont des petites drupes sphériques de 6 mm de diamètre environ, de couleur noire à maturité (parfois blanc ou jaunes dans certaines variétés).

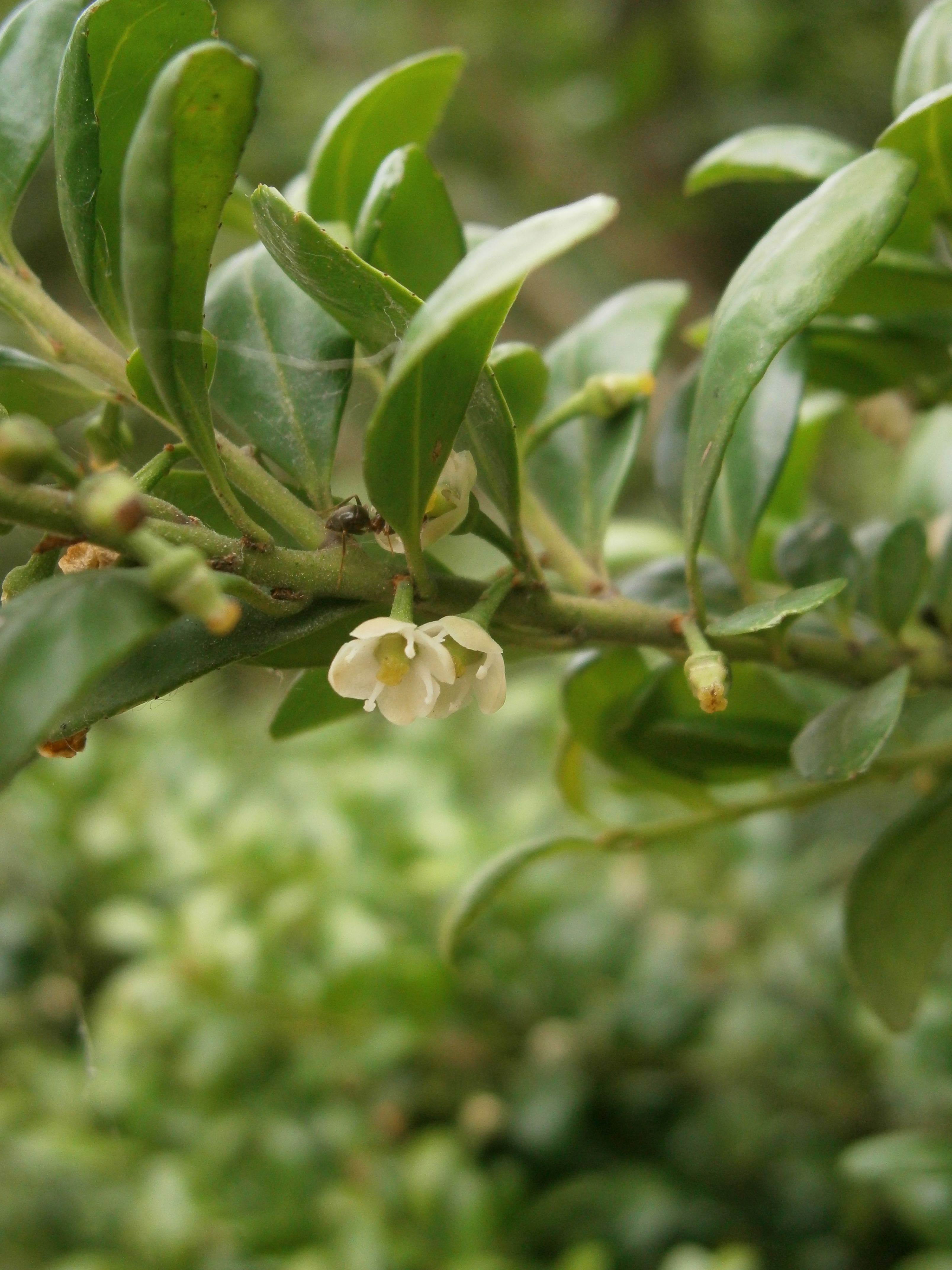
Les fleurs
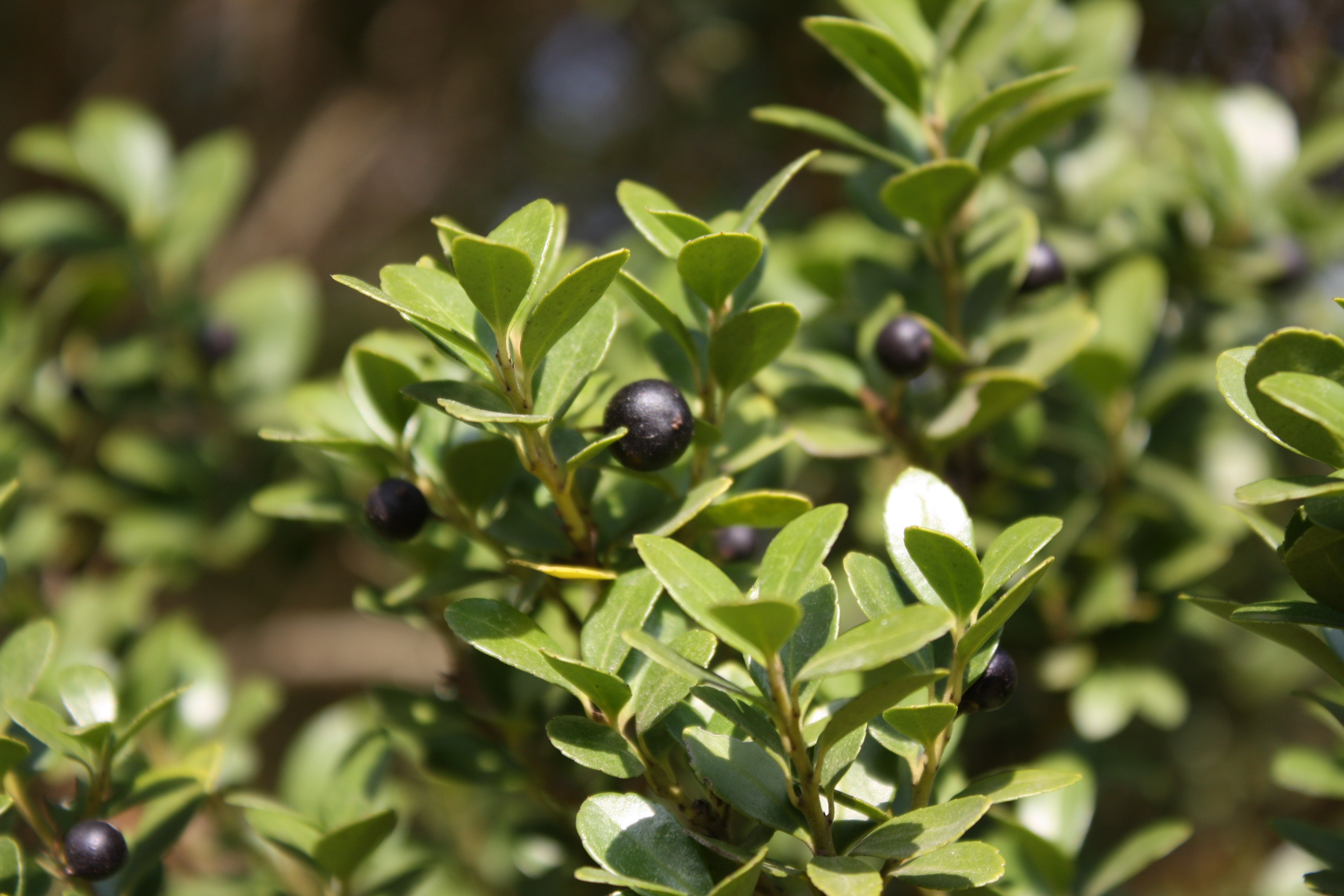
Les fruits

## Distribution
Cette espèce est originaire des régions tempérées d'Extrême-Orient (Chine, Japon et Russie - Sakhaline).
Elle a été introduite du Japon en Europe au XIXe siècle (introduction en Angleterre par Robert Fortune en 1864, puis en France en 1895).

## Utilisation
Plante cultivée comme arbuste d'ornement depuis la fin du XIXe siècle, de taille limitée en culture (2 à 3 m de haut maximum), on en connait diverses variétés, dont :
- Convexa, petit arbrisseau à petites feuilles (1 à 2 cm de long) ;
- Helleri, variété naine à feuilles minuscules (12 mm de long) ;
- Fastigiata, arbuste à port érigé, feuilles obovale inermes, forme mâle ;
- Ivory Tower, forme femelle à fruits blanc ivoire ;
- Latifolia, arbuste à petites feuilles à dentelure minuscule ;
- Nummunlaria, à feuilles très petites (15 mm de long), de forme orbiculaire ;
- Variegata, ou Aureovariegata, au feuillage marqué de jaune, forme mâle.

## Écologie
Le Houx crénelé est relativement rustique et peut supporter des gelées ponctuelles jusqu'à -20 °C.

## Liste des formes et variétés
Selon NCBI (2 décembre 2021) :
- variété Ilex crenata var. paludosa (Nakai) H.Hara
- forme Ilex crenata f. microphylla Rehder

Selon Tropicos (2 décembre 2021) (Attention liste brute contenant possiblement des synonymes) :
- Ilex crenata var. aureovariegata Goldring
- Ilex crenata var. convexa Makino
- Ilex crenata var. helleri (Craig) L.H. Bailey
- Ilex crenata var. kanehirae Yamam.
- Ilex crenata var. latifolia Goldring
- Ilex crenata var. longifolia Goldring
- Ilex crenata var. luteovariegata Regel
- Ilex crenata var. major G. Nicholson ex Dallim.
- Ilex crenata var. mariesii Bean ex Dallim.
- Ilex crenata var. multicrenata C.J. Tseng
- Ilex crenata var. nummularia Yatabe
- Ilex crenata var. rotundifolia Maxim. ex Murakoshi
- Ilex crenata var. scoriarum W.W. Sm.
- Ilex crenata var. scoriatum Yamam.
- Ilex crenata var. thomsonii (Hook. f.) Loes.
- Ilex crenata var. typica Loes.
- Ilex crenata var. variegata (G. Nicholson) Dallim.